# Sebastian Rode
Sebastian Rode (Seeheim-Jugenheim, 11 oktober 1990) is een Duits voetballer die meestal als defensieve middenvelder speelt. Hij tekende in juli 2019 een contract tot medio 2024 bij Eintracht Frankfurt, dat €4.000.000,- voor hem betaalde aan Borussia Dortmund.

## Clubcarrière
Rode maakte zijn profdebuut voor Kickers Offenbach op 7 maart 2009 in de 3. Liga tegen Eintracht Braunschweig. Op 3 juni 2010 verliet hij Kickers Offenbach en tekende hij een vierjarig contract bij Eintracht Frankfurt. In 2012 promoveerde hij met Eintracht Frankfurt naar de Bundesliga. In april 2014 tekende Rode vervolgens een vierjarig contract bij Bayern München, dat hem daarmee alvast transfervrij vastlegde voor het seizoen 2014/2015. Hij debuteerde voor Bayern op 13 augustus 2014, in de DFL-Supercup tegen Borussia Dortmund. Op 22 augustus 2014 maakte hij zijn competitiedebuut voor Bayern, thuis tegen VfL Wolfsburg. Op 5 november 2014 maakte de Duitser voor het eerst zijn opwachting in de UEFA Champions League, tegen AS Roma. Op 22 november 2014 maakte hij zijn eerste treffer voor Bayern, in een competitiewedstrijd tegen TSG 1899 Hoffenheim.
In de twee jaar dat Rode onder contract stond bij Bayern werd hij twee keer landskampioen met de club. Een basisspeler werd hij niet. Rode tekende in juni 2016 vervolgens een contract tot medio 2020 bij Borussia Dortmund, de nummer twee van Duitsland in het voorgaande seizoen. Dat betaalde circa €15.000.000,- voor hem aan Bayern München. Ook in Dortmund bleef een basisplaats uit. Bovendien volgden er vanaf 2017 tal van lies-, kuit- en andere spierblessures. Zodoende speelde hij in 3,5 seizoen veertien competitiewedstrijden, waarvan vijf als basisspeler. Dortmund verhuurde Rode in januari 2019 voor een halfjaar aan Eintracht Frankfurt. Dat nam hem daarna voor een transfersom van €4.000.000,- definitief over.

## Clubstatistieken
| Club                                 | Club                       | Club                       | Competitie | Competitie | Beker     | Beker     | Europees | Europees | Andere | Andere | Totaal | Totaal |
| Club                                 | Competitie                 | Seizoen                    | Wedstr     | Goals      | Wedstr    | Goals     | Wedstr   | Goals    | Wedstr | Goals  | Wedstr | Goals  |
| Duitsland                            | Duitsland                  | Duitsland                  | Competitie | Competitie | DFB-Pokal | DFB-Pokal | Europa   | Europa   | Andere | Andere | Totaal | Totaal |
| ------------------------------------ | -------------------------- | -------------------------- | ---------- | ---------- | --------- | --------- | -------- | -------- | ------ | ------ | ------ | ------ |
| Kickers Offenbach                    | 2. Bundesliga              | 2007–08                    | 0          | 0          | 0         | 0         | —        | —        | —      | —      | 0      | 0      |
| Kickers Offenbach                    | 2. Bundesliga              | 2008–09                    | 2          | 0          | 0         | 0         | —        | —        | —      | —      | 2      | 0      |
| Kickers Offenbach                    | 3. Liga                    | 2009–10                    | 13         | 1          | 0         | 0         | —        | —        | —      | —      | 13     | 1      |
| Kickers Offenbach totaal             | Kickers Offenbach totaal   | Kickers Offenbach totaal   | 15         | 1          | 0         | 0         | —        | —        | —      | —      | 15     | 1      |
| Eintracht Frankfurt                  | Bundesliga                 | 2010/11                    | 11         | 2          | 0         | 0         | —        | —        | —      | —      | 11     | 2      |
| Eintracht Frankfurt                  | 2. Bundesliga              | 2011/12                    | 33         | 2          | 2         | 0         | —        | —        | —      | —      | 35     | 2      |
| Eintracht Frankfurt                  | Bundesliga                 | 2012/13                    | 33         | 0          | 1         | 0         | —        | —        | —      | —      | 34     | 0      |
| Eintracht Frankfurt                  | Bundesliga                 | 2013/14                    | 17         | 0          | 4         | 1         | 7        | 0        | —      | —      | 28     | 1      |
| Eintracht Frankfurt totaal           | Eintracht Frankfurt totaal | Eintracht Frankfurt totaal | 94         | 4          | 7         | 1         | 7        | 0        | —      | —      | 108    | 5      |
| Bayern Munchen                       | Bundesliga                 | 2014/15                    | 23         | 2          | 4         | 0         | 7        | 1        | 1      | 0      | 35     | 3      |
| Bayern Munchen                       | Bundesliga                 | 2015/16                    | 15         | 1          | 1         | 0         | 1        | 0        | 0      | 0      | 17     | 1      |
| Bayern Munchen totaal                | Bayern Munchen totaal      | Bayern Munchen totaal      | 38         | 3          | 5         | 0         | 8        | 1        | 1      | 0      | 52     | 4      |
| Borussia Dortmund                    | Bundesliga                 | 2016/17                    | 14         | 1          | 2         | 0         | 4        | 0        | 1      | 0      | 21     | 1      |
| Borussia Dortmund                    | Bundesliga                 | 2017/18                    | 0          | 0          | 0         | 0         | 0        | 0        | 1      | 0      | 1      | 0      |
| Borussia Dortmund totaal             | Borussia Dortmund totaal   | Borussia Dortmund totaal   | 14         | 1          | 2         | 0         | 4        | 0        | 2      | 0      | 22     | 1      |
| Totaal                               | Totaal                     | Totaal                     | 161        | 9          | 14        | 1         | 19       | 1        | 3      | 0      | 197    | 11     |
| Laatst bijgewerkt: 30 september 2017 |                            |                            |            |            |           |           |          |          |        |        |        |        |

## Interlandcarrière
Rode is een Duits voormalig jeugdinternational die onder meer zes interlands speelde voor Duitsland –21.

## Erelijst
| Competitie          |                |                  |                |                |
| Competitie          | Aantal         | Jaren            |                |                |
| Bayern München      | Bayern München | Bayern München   | Bayern München | Bayern München |
| ------------------- | -------------- | ---------------- | -------------- | -------------- |
| Kampioen Bundesliga | 2x             | 2014/15, 2015/16 |                |                |
| DFB-Pokal           | 1x             | 2015/16          |                |                |
| Borussia Dortmund   |                |                  |                |                |
| DFB-Pokal           | 1x             | 2016/17          |                |                |
| Eintracht Frankfurt |                |                  |                |                |
| UEFA Europa League  | 1x             | 2021/22          |                |                |